# 2543 Machado
2543 Machado је астероид главног астероидног појаса са средњом удаљеношћу од Сунца која износи 3,088 астрономских јединица (АЈ).
Апсолутна магнитуда астероида је 11,0.